# Южное полушарие

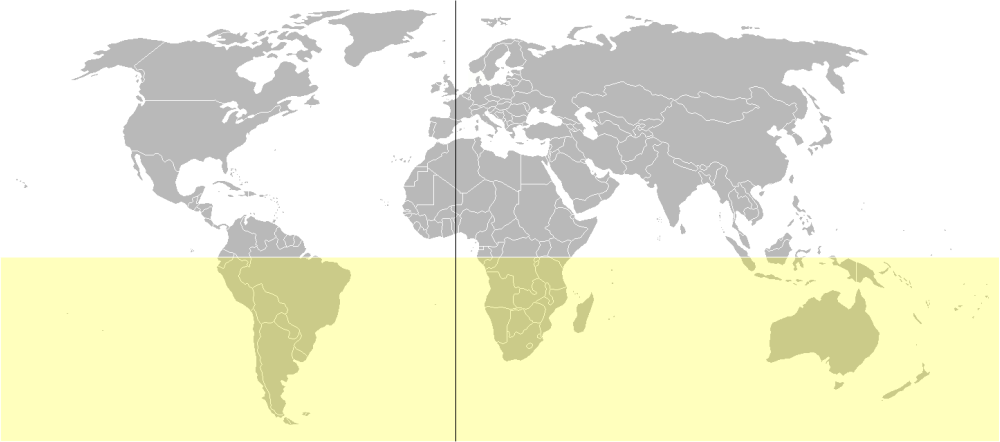
Южное полушарие выделено жёлтым цветом

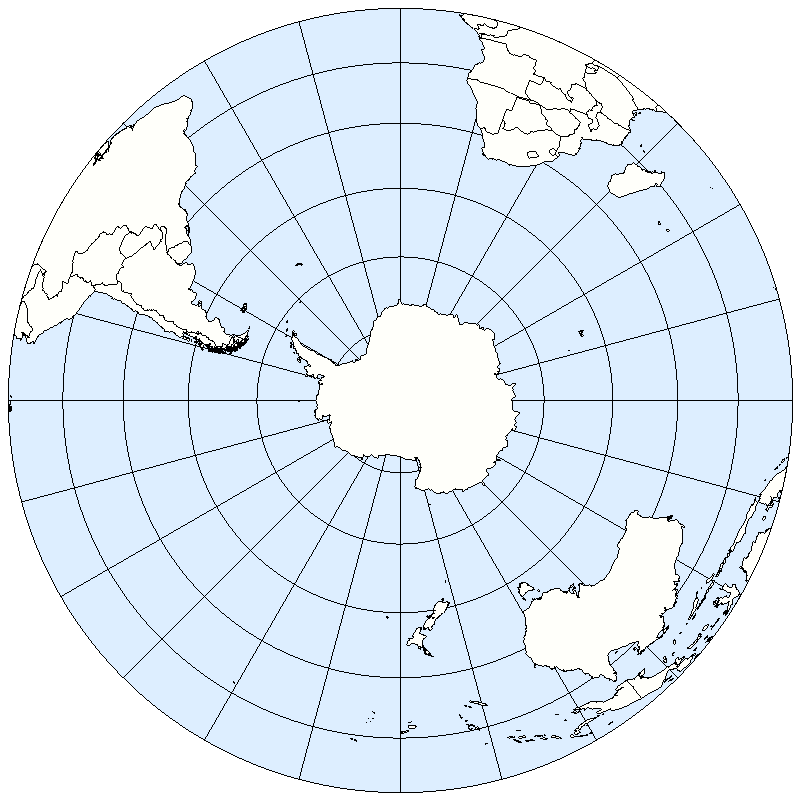
Южное полушарие

Территориальные претензии в Антарктике

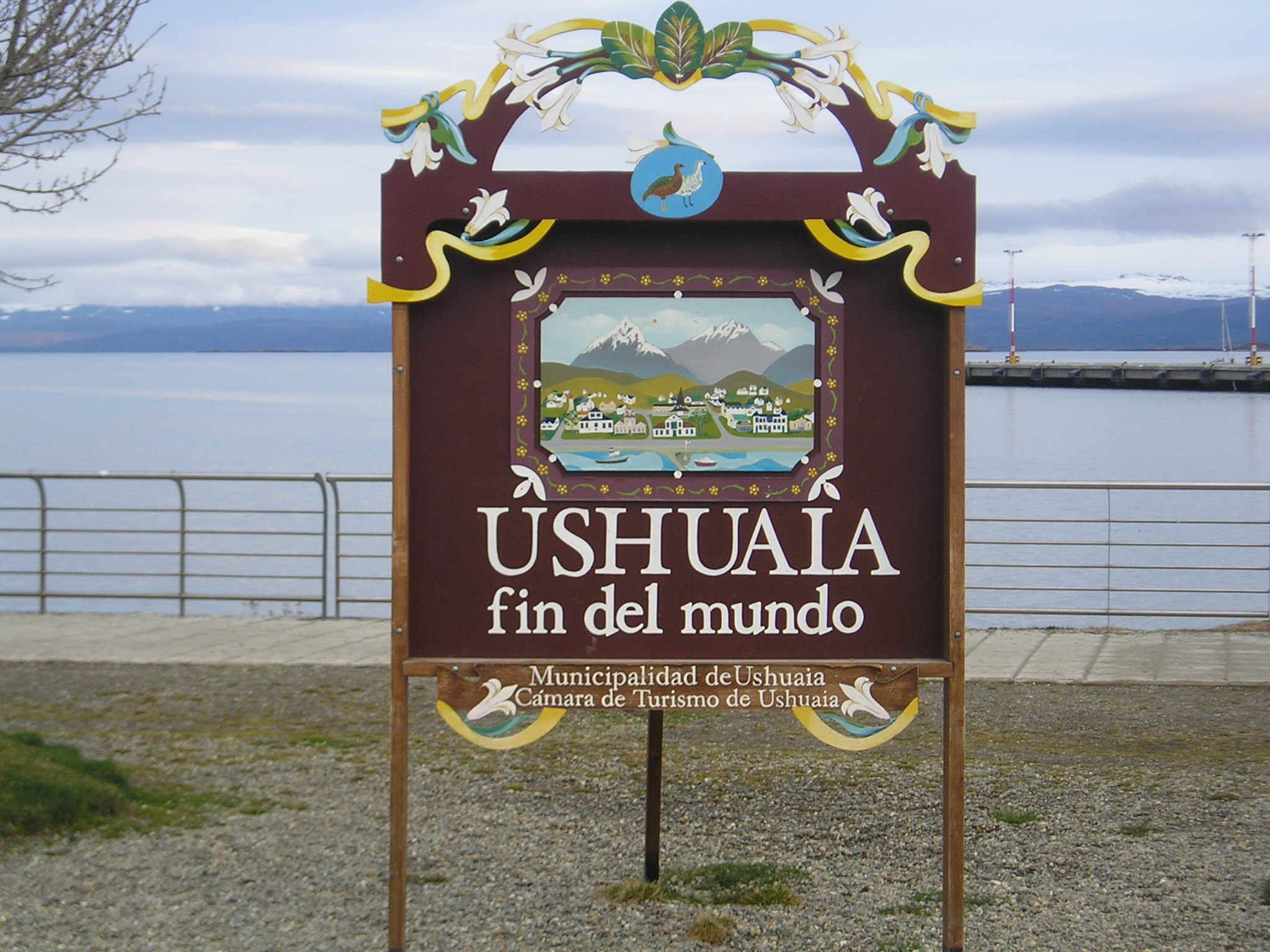
Плакат с надписью «Ушуайя, конец света». Ушуайя в Аргентине — самый южный город в мире

Ю́жное полуша́рие — часть Земли, расположенная к югу от экватора. На 81 % поверхность состоит из воды (площадь воды 206,62 млн км²), в этом полушарии живёт 10 % населения Земли.

## Особенности
Лето в Южном полушарии длится с декабря по февраль, а зима — с июня по август. Из-за действия силы Кориолиса ветер в циклонах в Южном полушарии, в отличие от Северного полушария, вращается в направлении движения часовой стрелки, а в антициклонах — против часовой стрелки. В астрономический полдень Солнце в Южном полушарии южнее Южного тропика (например, в Новой Зеландии) находится точно на севере, тогда как в Северном полушарии севернее Северного тропика (например, в России) — точно на юге. Поэтому видимый путь Солнца по небосводу за день для наблюдателя в Новой Зеландии проходит справа налево (если стоять лицом к положению Солнца в полдень, то есть к северу, и спиной к югу и Южному полюсу мира), а не слева направо, как для наблюдателя в России. При положении наблюдателя между тропиками (например, в Эквадоре) путь Солнца по небу зависит от времени года, поскольку полуденное Солнце ближе ко дню декабрьского солнцестояния будет находиться в южной части неба, а ближе ко дню июньского солнцестояния — в северной части неба. Жители Южного полушария видят Луну «перевёрнутой». Соответственно и растёт она слева, а убывает направо (то есть последовательная смена фаз: ⚫ ◑ ⚪ ◐), тогда как в Северном полушарии всё наоборот (⚫ ◐ ⚪ ◑).
Южное полушарие состоит по большей части из океанов и морей, в то время как в Северном полушарии расположены значительные массивы суши. Население Южного полушария составляет примерно 1⁄10 от популяции Земли. Среди крупнейших по численности населения городских агломераций мира в Южном полушарии расположены, в частности, Джакарта, Сан-Паулу, Буэнос-Айрес, Рио-де-Жанейро, Киншаса.
В Южном полушарии расположены континенты Антарктида, Австралия, бо́льшая часть (9⁄10) Южной Америки, часть Африки, часть относящихся к Евразии островов Малайского архипелага, значительная часть островов Океании, а также, полностью или частично, четыре океана (южная часть Атлантического, Индийского, Тихого океанов и весь Южный океан).

### Звёздное небо Южного полушария
Звёздное небо средних широт Южного полушария сильно отличается от неба средних широт Северного полушария, в частности, набором наблюдаемых созвездий. Кроме того, здесь нет близкого по яркости аналога Полярной звезды (близкая к Южному полюсу мира сигма Октанта одновременно близка к пределу видимости невооружённым глазом), который бы указывал в данном случае направление на юг. Однако есть созвездие, подобное созвездию Большая Медведица Северного полушария в том, что по нему можно определить направление на Южный полюс. Это — самое известное созвездие Южного полушария и самое маленькое по площади созвездие звёздного неба, Южный Крест. Если через его вертикальную «планку» мысленно провести линию кверху, то на расстоянии, примерно равном пяти длинам этой планки от её нижнего конца, будет Южный полюс мира небесной сферы, высота которого над горизонтом равна южной широте места наблюдения, а направление на него есть направление на Южный полюс. Созвездие это настолько известно, что изображено крупным планом на государственных флагах Австралии, Бразилии (среди восьми других созвездий и отдельных звёзд), Новой Зеландии, Папуа — Новой Гвинеи, Самоа, на флаге территории под управлением Новой Зеландии — Токелау, на флагах Внешних территорий Австралии — неофициальном Кокосовых островов и официальном острова Рождества, на государственных гербах Австралии, Бразилии, Новой Зеландии, Самоа.

## Страны в Южном полушарии

### Азия
Полностью
- Восточный Тимор

Частично
- Индонезия
- Мальдивы

### Африка
Полностью
- Ангола
- Ботсвана
- Бурунди
- Замбия
- Зимбабве
- Коморские Острова
- Лесото
- Маврикий
- Мадагаскар
- Малави
- Мозамбик
- Намибия
- Руанда
- Эсватини
- Сейшельские острова
- Танзания
- ЮАР

Частично
- Габон
- Демократическая Республика Конго
- Кения
- Республика Конго
- Сан-Томе и Принсипи
- Сомали
- Уганда
- Экваториальная Гвинея

### Океания
Полностью
- Австралия
- Вануату
- Науру
- Новая Зеландия
- Папуа — Новая Гвинея
- Самоа
- Соломоновы Острова
- Тонга
- Тувалу
- Фиджи

Частично
- Кирибати

### Южная Америка
Полностью
- Аргентина
- Боливия
- Парагвай
- Перу
- Уругвай
- Чили

Частично
- Бразилия
- Колумбия
- Эквадор

### Зависимые территории и территории с особым статусом
Франция
- Реюньон
- Майотта
- Новая Каледония
- Французская Полинезия
- Уоллис и Футуна
- Французские Южные и Антарктические территории

Великобритания
- Фолклендские острова (оспариваются Аргентиной)
- Южная Георгия и Южные Сандвичевы острова
- Британская территория в Индийском океане
- Острова Святой Елены, Вознесения и Тристан-да-Кунья
- Питкейрн

США
- Американское Самоа
- Остров Джарвис

Норвегия
- Остров Буве

Новая Зеландия
- Острова Кука
- Ниуэ
- Токелау

Территории с особым статусом
- Антарктика

## Галерея

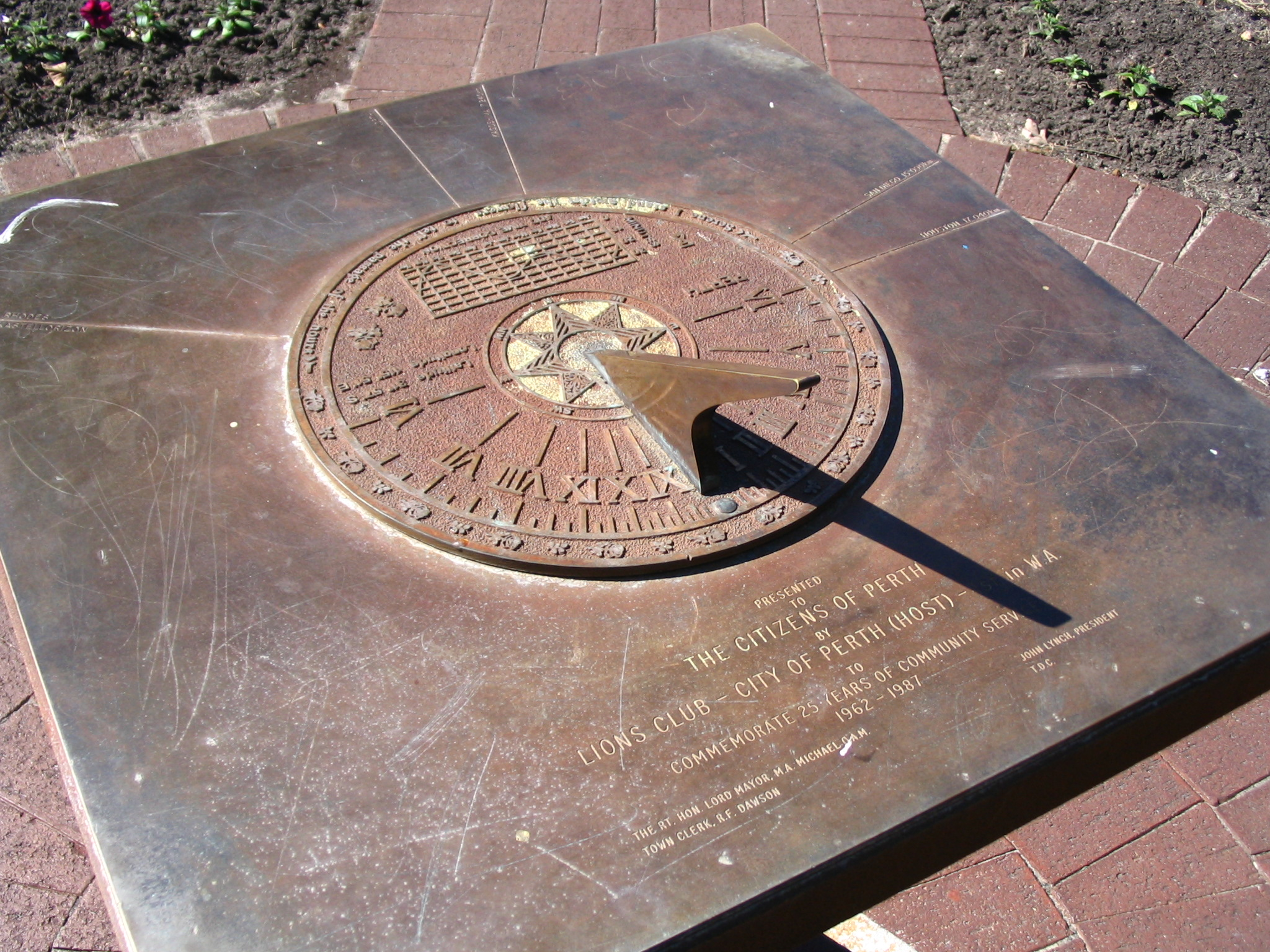
Солнечные часы в городе Перт, Австралия, с характерными для Южного полушария особенностями: тень в полдень — на юге, а Солнце — на севере; видимый путь Солнца по небосводу проходит справа налево, поэтому нумерация часов идёт против часовой стрелки.
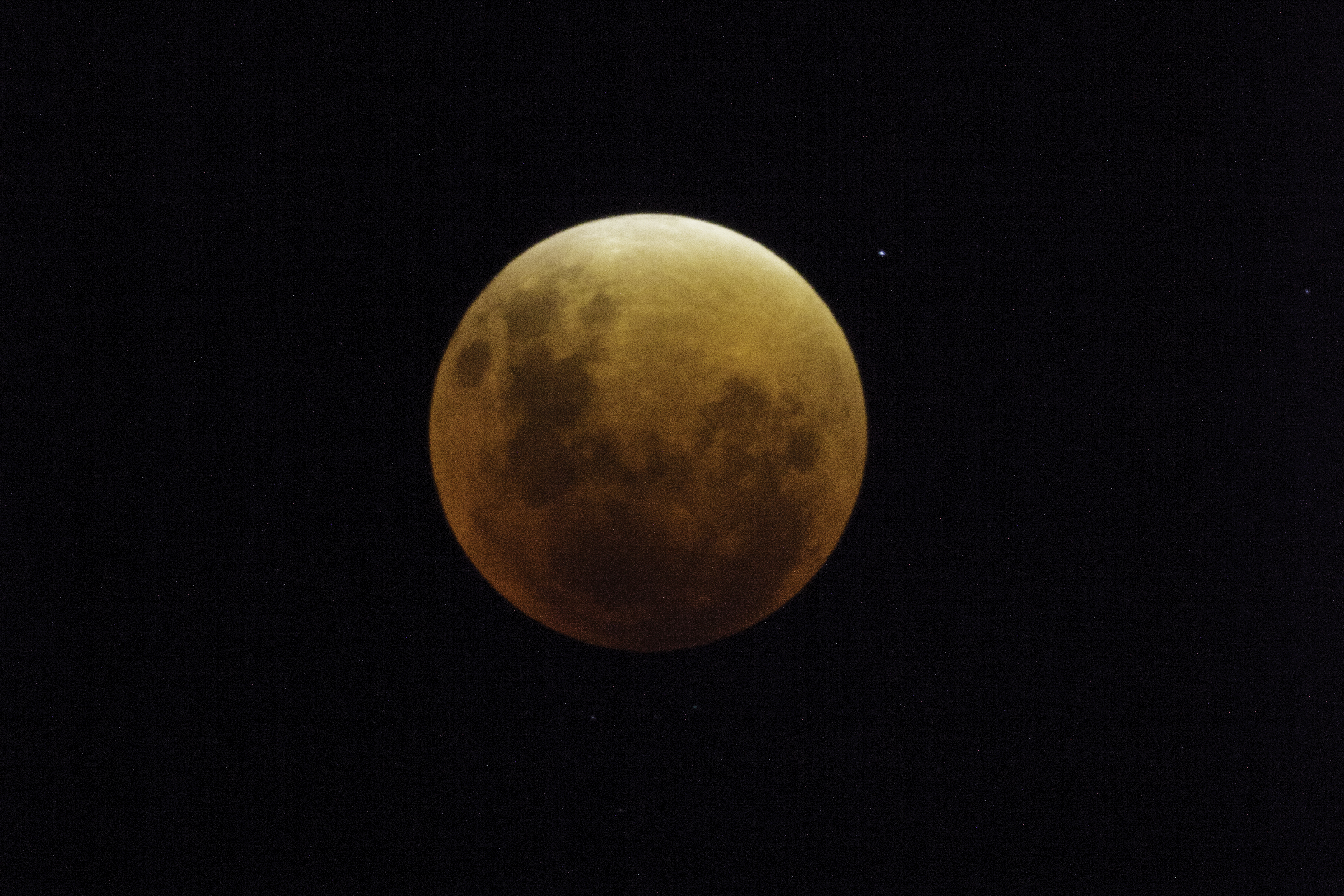
Полное затмение «перевёрнутой» Луны в Южном полушарии (в Пунта-дель-Эсте)
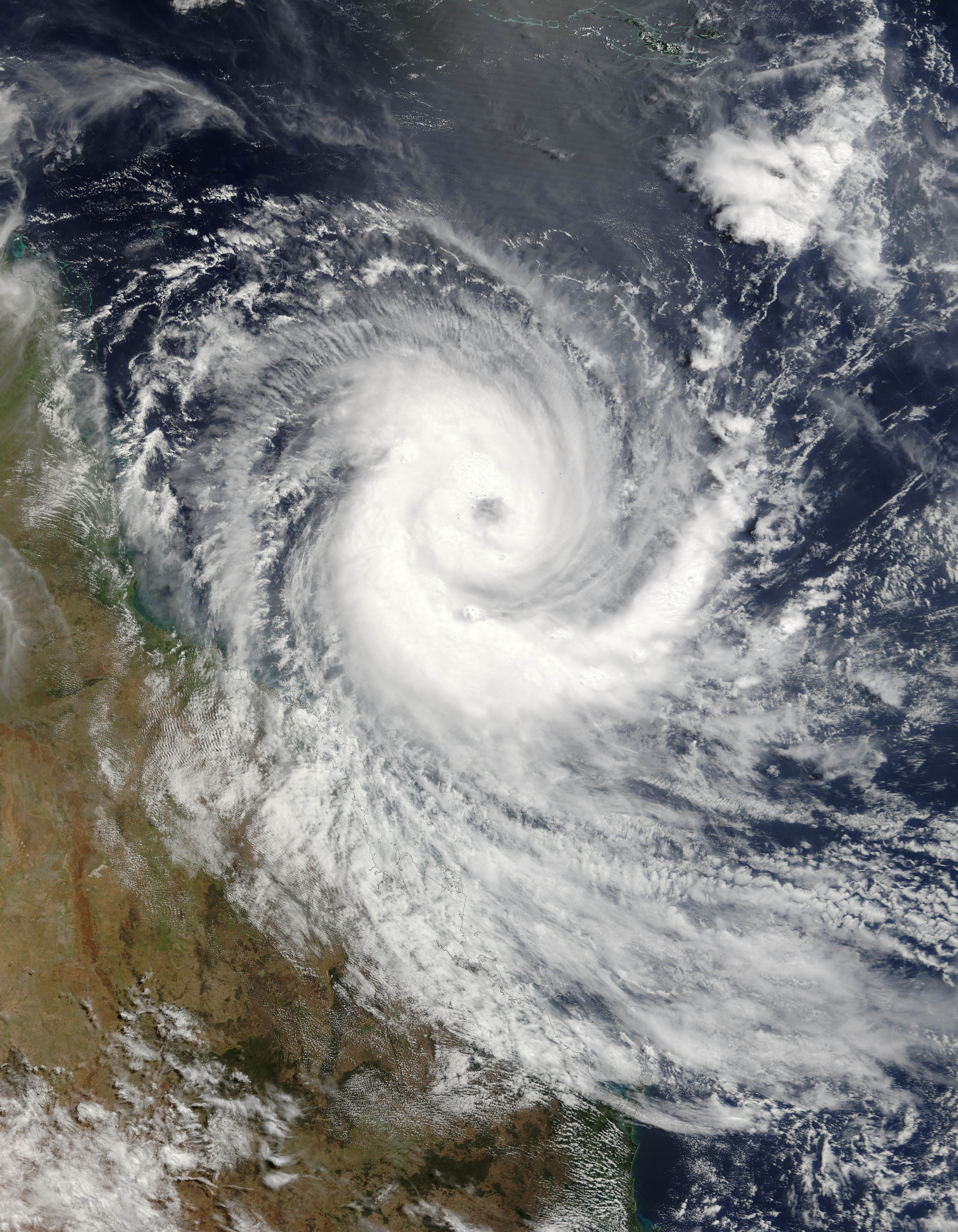
Воздух в тропических циклонах Южного полушария вращается по часовой стрелке. Циклон «Ларри» у побережья Австралии.
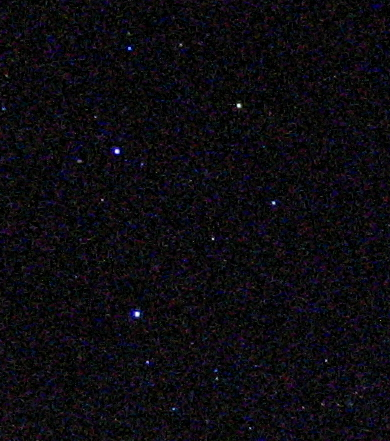
Созвездие Южный Крест, самое маленькое на звёздном небе и самое известное в Южном полушарии.